# Alexander Fioretos
Alexander Michael Jason Fioretos, född 27 januari 1995 i Lund, är en svensk fotbollsspelare.

## Karriär
Fioretos far har sitt ursprung i Grekland. Han är född och uppvuxen i  Lund och började spela fotboll i Lunds BK som sexåring. Fioretos spelade för moderklubben Lunds BK fram till 2012 då han tog steget över till Helsingborgs IF. Han har provtränat med både Olympiakos  och Atromitos 
I februari 2016 skrev Fioretos på ett kontrakt med AEL Kalloni. Fioretos gjorde sin Superligadebut (Grekland) för klubben den 17 april 2016 mot Olympiakos (5–0), där han blev inbytt i den 83:e minuten.
I augusti 2016 skrev Fioretos på kontrakt med den danska klubben FC Helsingør. I oktober 2017 lämnade han klubben. I mars 2018 värvades Fioretos av rumänska Gaz Metan Mediaș.
I augusti 2018 skrev Fioretos på för division 1-klubben Torns IF. I februari 2019 värvades han av Linköping City. I juli 2020 värvades Fioretos av IF Brommapojkarna. Det blev endast ett halvår i klubben då han lämnade BP efter säsongen 2020.